# Tanais portiatius
Tanais portiatius är en kräftdjursart. Tanais portiatius ingår i släktet Tanais och familjen Tanaidae. Inga underarter finns listade i Catalogue of Life.